# هوهمان ۹۶۶۱
سیارک ۹۶۶۱ (به انگلیسی: 9661 Hohmann، نامگذاری:1996FU13) نه هزار و ششصد و شصت و یکمین سیارک کشف شده‌است که در ۱۸ مارس ۱۹۹۶ کشف شد.
قدر مطلق سیارک برابر ۷۰.۷ است.